# 參薯蛋糕
參薯蛋糕（英語：Ube cake），亦稱香芋蛋糕、紫薯蛋糕，是一種來自菲律賓、用芋泥製作的的戚風蛋糕。它與其他以紫薯入饌的食物款式一樣，顯眼的紫色是其特色。

## 概述
製作參薯蛋糕的過程通常跟製造菲律賓傳統的鬆軟蛋糕（Mamon）相同。不同的是，參薯蛋糕用上搗成泥狀的紫薯。材料方面，還包括麵粉、蛋、鹽（8分之一茶匙分量）、發粉、香莢蘭、油、牛奶以及塔塔粉。當參薯蛋糕出爐後，它呈現粉紅色或紫色；顏色視乎使用了多少紫薯而定，烘焙者也會添加食用色素來調色。而蛋糕在外觀上較具黏性，且比一般的戚風蛋糕較為濕潤。此外，參薯蛋糕的糕頂部分是奶油，可以是摜奶油、奶油乳酪或奶油霜糖霜。糖霜帶有參薯或椰子味道。

## 同種食物
正如鬆軟蛋糕甜點，參薯蛋糕可變成其他相關甜品款式：
紫薯椰子蛋糕
菲律賓的甜點傳統上用上結合了紫薯和椰果條而成的芋泥，紫薯椰子蛋糕亦然。紫薯椰子蛋糕的糕頂加上凝膠狀的椰果條或椰絲。其餘紫薯蛋糕的組合尚有紫薯班蘭葉蛋糕、紫薯菲式焦糖燉蛋（leche flan）蛋糕等等。
紫薯鬆軟蛋糕
紫薯鬆軟蛋糕或紫薯紙杯蛋糕皆被焗製成大型紙杯蛋糕的模樣。這是菲式戚風蛋糕的傳統外觀。

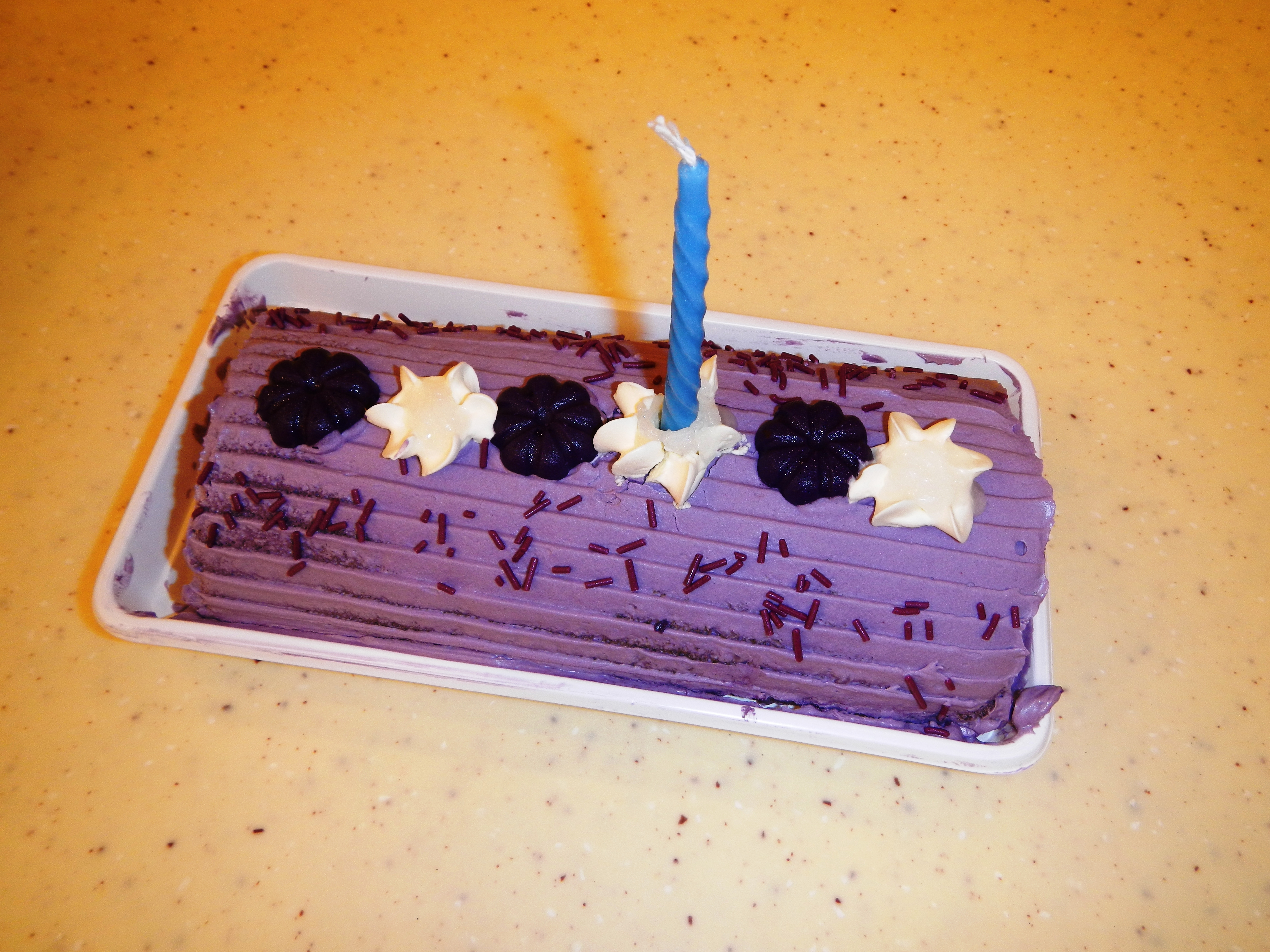
紫薯蛋卷
紫薯蛋卷是製成像瑞士卷蛋糕樣子的紫薯蛋糕。當中材料混合了牛油、糖、牛奶和芋泥。與它相似的甜品是用蛋白霜製作的 Brazo de ube 。它既不是戚風蛋糕，又不是海綿蛋糕。實質上是紫薯作餡的菲式甜點 Brazo de Mercedes。
紫薯 taisan
由紫薯蛋糕變化出來的菲律賓邦板牙省傳統甜點卡斯特拉蛋糕紫薯味 taisan，呈長方形而沒有糖霜部分，但糕身蓋有牛油（或人造奶油）、芝士以及白糖。